# 莉塞·克拉韦内斯
莉塞·克拉韦内斯（挪威語：Lise Klaveness，1981年4月19日—），挪威女子足球运动员。她曾代表挪威国家队参加2003年和2007年国际足联女子世界杯，其中2007年世界杯获得第四名。